# Markus Becker (Jazzmusiker)
Markus Johannes Becker (* 24. Mai 1956 in Offenbach am Main) ist ein deutscher Pianist des Modern Jazz, der sich zunehmend auch der neuen Improvisationsmusik zuwendet.

## Leben und Wirken
Becker studierte von 1976 bis 1979 an der Musikhochschule Graz, wo er auch seine Lebensgefährtin, die Pianistin Elvira Plenar, kennenlernte. Anschließend arbeitete er in München mit Klaus Weiss, an dessen Alben Density und Plays Ballads er beteiligt war. 1981 zog er nach Frankfurt, wo er regelmäßig an Produktionen des hr-Jazzensembles beteiligt war. Hauptsächlich spielte er mit so unterschiedlichen Musikern wie Roman Schwaller, Uli Beckerhoff, John Schröder, Wilson de Oliveira, Christof Lauer, Tony Lakatos, Johannes Faber, Joe Gallardo, Lee Konitz, John Thomas und Alphonse Mouzon. In den frühen 1990er Jahren war er Mitglied der Gruppe von Heinz Sauer (Lost Ends, 1993), leitete aber auch eine eigene Gruppe. Dann arbeitete er vor allem in verschiedenen Formationen um Burkard Kunkel.
Auf dem Jazzfestival Frankfurt trat er 1983, 1994, 1995 und 2002 (dann mit Atlantic Auge) auf. Auch spielte er u. a. auf den Festivals von Mülhausen, San Sebastián, Wiesen und Riga.

## Diskografische Hinweise
- Swiss Jazz Quintett (mit Robert Morgenthaler, Heiner Althaus, Walter Schmocker, David Elias) Gold Records 11117.
- John Thomas Group. Nabel Records 8626
- Markus Becker Quartett Lacuna (mit Peter Bolte, John Schröder, Paul Imm) – Bellaphone CDLR. 45043.
- Heinz Sauer Quintett Lost Ends (mit Steve Argüelles, Stefan Lottermann, Stephan Schmolck) –  free flow music, ffm 0594 – LC 6483.
- Atlantic Auge – Burkard Kunkel, Christian Ramond & John Schröder – Bassic Sound 103.
- Atlantic Auge Schnee in ...  (Christian Ramond, Burkard Kunkel, John Schröder) – free flow music  ffm 10/01.
- Becker Kunkel Duo Duel de Rosée- amphion records, amph 20235 – LC 11117.
- Stephan Zimmermann Quintett – Healing Forces mit Rick Hollander, Thomas Stabenow, Jason Seizer – Bassic Sound 025.
- Alberto Menéndez Band – Everything Will Be Alright mit Jean-Yves Jung, Jean-Marc Robin – Rodenstein Records ROD41.
- Vagant Dog Life mit Burkard Kunkel, Peter Th. Fey. Orkestrion Schallfolien CD-FTF-068

## Lexigraphische Einträge
- Martin Kunzler: Jazz-Lexikon. Band 1: A–L (= rororo-Sachbuch. Bd. 16512). 2. Auflage. Rowohlt, Reinbek bei Hamburg 2004, ISBN 3-499-16512-0.